# Wanderwege in der Gemeinde Lindlar
Durch die Gemeinde Lindlar führen viele Wanderwege und ein großer Teil der Straßen verfügt über separate Radwege. Radfahrer nutzen vor allem die Forst- und Landwirtschaftswege.

## Der Lindlarer Rundweg und seine Querspangen
| Rund-/Wanderweg               | Wegzeichen | Wegstrecke | Weglänge |
| Rundwanderweg Rund um Lindlar | L im Kreis | Schmitzhöhe - Kalkofen - Leienhöhe - Kepplerburg - Hohkeppel - Hohbusch - Unterfrielinghausen - Holz - Oberschümmerich - Eichholz - Remshagen - Kaiserau - Kuhlbach - Dassiefen - Eibach - Oberlichtinghagen - Unterlichtinhagen - Oberhabbach - Bühlstahl - Unterfeld - Oberfeld - Oberbüschem - Ommerborn - Kaufmannsommer - Rölenommer - Frangenberg - Müllersommer - Linde - Unterkotten - Unterommer - Schlürscheid - Quabach - Hommerich - Schloß Georghausen - Schmitzhöhe | 55,2 km  |
| Wanderweg/ Querspange         | Δ          | Lindlarer Rundweg bei Remshagen - Klause - Vorderrübach - Hönighausen - Hartegasse - Kapellensüng - Lindlarer Rundweg | 6,4 km   |
| Wanderweg/ Querspange         | Quadrat    | Lindlarer Rundweg bei Holz - Unterheiligenhoven - Scheller - Kemmerich - Brückenhof - Unterbreidenbach - Mittelbreidenbach - Oberbreidenbach - Kurtenbach - Lindlarer Rundweg bei Ommerborn | 13,3 km  |
| Wanderweg/ Querspange         | -          | Lindlarer Rundweg bei Oberschümmerich - Altenrath - Böhl - Lindlar - Heibach - Schlüsselberg - Lindlarer Rundweg | 9,7 km   |

## Sülzbahnsteig
| Rund-/Wanderweg             | Wegzeichen | Wegstrecke | Weglänge |
| Rundwanderweg Sülzbahnsteig | Dampflok   | Falkenhof - Schätzmühle - Viadukt Linde-Bruch - Bahnhof Lindlar-Linde - Scheurenhof - Siebensiefen - Unterhürholz - Kemmerich - St.-Rochus-Kapelle - Marienkapelle (Frauenhäuschen) in Falkenhof | 11 km    |

## Hauptwanderweg Rheinischer Weg
| Rund-/Wanderweg                    | Wegzeichen | Wegstrecke | Weglänge |
| Hauptwanderstrecke Rheinischer Weg | X11a       | Bergisch Gladbach 0,0 - Herkenrath 6,5 - Brombach 14,0 - Hohkeppel 21,0 - Holz 25,0 - Berghausen 39,0 - Gummeroth 46,0 - Gummersbach-Niederseßmar | 55 km    |

## Hauptwanderweg Schlösserweg
| Rund-/Wanderweg                 | Wegzeichen | Wegstrecke | Weglänge |
| Hauptwanderstrecke Schlösserweg | X19        | Düsseldorf-Benrath 0,0 - Leichlingen (Rheinland) 23,0 - Wupperhof 34,0 - Sengbachtalsperre 41,0 - Schloss Burg - an der Wupper 44,0 - Dreibäumen 59,0 - Wipperfeld 70,0 - Kloster Ommerborn 78,0 - Rönsahl 97,0 - Meinerzhagen 110,0 - Lieberhausen 117,0 - Blockhaus 129,0 - Rothemühle 140,0 - Freudenberg 152,0 - Siegen 167,0 - Wilnsdorf 177,0 - Haiger 192,0 - Dillenburg | 198,0 km |

## Hauptwanderweg Graf-Engelbert-Weg
| Rund-/Wanderweg                       | Wegzeichen | Wegstrecke | Weglänge |
| Hauptwanderstrecke Graf-Engelbert-Weg | X28        | Hattingen 0,0 - Isenburg 5,0 - Köllershof 14,5 - Feldersbach 18,0 - Schee 21,5 - Schwelm 26,0 - Spreeler Mühle 34,0 - Radevormwald 43,0 - Bevertalsperre 53,0 - Wipperfürth 63,0 - Fähnrichstüttem 65,0 - Remshagen 74,0 - Engelskirchen 77,0 - Drabenderhöhe 86,0 - Windeck-Schladern | 111,0 km |

## Hauptwanderweg Bergischer Weg
| Rund-/Wanderweg                   | Wegzeichen | Wegstrecke | Weglänge |
| Hauptwanderstrecke Bergischer Weg | X29        | Essen-Rüttenscheid 0,0 - Baldeneysee 10,0 - Velbert 18,5 - Neviges 25,0 - Wuppertal-Varresbeck 35,5 - Wuppertal-Cronenberg 42,0 - Müngsten 48,0 - Burg an der Wupper 54,5 - Markusmühle 65,0 - Bechen-Neuenhaus 76,0 - Hohkeppel 89,5 - Schloss Ehreshoven 92,5 - Marialinden 101,0 - Neunkirchen 115,5 - Winterscheid 120,5 - Blankenberg 128,0 - Uckerath | 133,0 km |

## Ausgangspunkt Lindlar (Hauptort)
| Rund-/Wanderweg | Wegzeichen | Wegstrecke | Weglänge |
| Rundwanderweg   | A1         | Lindlar - Oberheiligenhoven - Unterheiligenhoven - Voßbruch - Lindlar                                                                                  | 4,9 km   |
| Rundwanderweg   | A3         | Lindlar - Voßbruch - Unterheiligenhoven - Wöstenberg - Hölzer Kopf - östlich Tannhof - Oberschümmerich - Unterschümmerich - Altenrath - Böhl - Lindlar | 11,1 km  |

## Ausgangspunkt Frielingsdorf
| Rund-/Wanderweg | Wegzeichen | Wegstrecke | Weglänge |
| Rundwanderweg   | A1         | Frielingsdorf - östlich Niederhabbach - Unterlichtinghagen - westlich Scheel - Frielingsdorf                          | 4,3 km   |
| Rundwanderweg   | A2         | Frielingsdorf - östlich Niederhabbach - Unterlichtinghagen - Oberhabbach - Bühlstahl - Oberbrochhagen - Frielingsdorf | 8,2 km   |
| Rundwanderweg   | A3         | Frielingsdorf - Nördlich Scheel - Eibach - Dassiefen - Scheel - Frielingsdorf                                         | 9,3 km   |

## Ausgangspunkt Kapellensüng
| Rund-/Wanderweg | Wegzeichen | Wegstrecke | Weglänge |
| Rundwanderweg   | A1         | Kapellensüng - Hammen - Schlüsselberg - Kapellensüng                                                                                                 | 5,5 km   |
| Rundwanderweg   | A2         | Kapellensüng - Hartegasse - Stelberg - Oberbüschem - Bonnersüng - Kapellensüng                                                                       | 6,1 km   |
| Rundwanderweg   | A3         | Kapellensüng - Hartegasse - Unterbrochhagen - Mittelbrochhagen - Unterfeld - Stelberg - Oberbüschem - westlich Unterbüschem - Löhsung - Kapellensüng | 10,7 km  |

## Ausgangspunkt Linde
| Rund-/Wanderweg | Wegzeichen | Wegstrecke | Weglänge |
| Rundwanderweg   | A1         | Linde - Frangenberg - Müllersommer - Linde | 3,5 km   |
| Rundwanderweg   | A2         | Linde - Frangenberg - Spich - Kurtenbach - Kaufmannsommer - Rölenommer - Müllersommer - Linde                                                                                           | 7,7 km   |
| Rundwanderweg   | A3         | Linde - Frangenberg - Unterbreidenbach - Mittelbreidenbach - Oberbreidenbach - Kurtenbach - Pferdskopf - Delling - Schultheismühle - Olperhof - Büchel - Bosbach - Müllersommer - Linde | 13,0 km  |
| Rundwanderweg   | A4         | Linde - Scheurenhof - Siebenseifen - Unterhürholz - Oberhürholz - Kemmerich - Brückerhof - Unterbreidenbach - Linde                                                                     | 10,7 km  |

## Ausgangspunkt Schmitzhöhe
| Rund-/Wanderweg | Wegzeichen | Wegstrecke                                                                                                   | Weglänge |
| Rundwanderweg   | A1         | Schmitzhöhe - östlich Wallerscheid - Schmitzhöhe                                                             | 2,5 km   |
| Rundwanderweg   | A2         | Schmitzhöhe - Schloß Georghausen - Oberbilstein - westlich Wallerscheid - südlich Wallerscheid - Schmitzhöhe | 4,5 km   |

## Ausgangspunkt "Bergisch Rhön"
| Rund-/Wanderweg | Wegzeichen | Wegstrecke                                                           | Weglänge |
| Rundwanderweg   | O          | Segelflugplatz - Holz - Oberfrielinghausen - Klespe - Segelflugplatz | 7,7 km   |

## Ausgangspunkt Hohkeppel
| Rund-/Wanderweg | Wegzeichen | Wegstrecke                                       | Weglänge |
| Rundwanderweg   | A1         | Hohkeppel - Kleulshöhe - Oberhasbach - Hohkeppel | 4,0 km   |